# Nadja Salerno-Sonnenberg
Nadja Salerno-Sonnenberg (sinh ngày 10 tháng 1 năm 1961) là một giáo viên và là một nghệ sĩ vĩ cầm cổ điển người Mỹ gốc Ý.

## Cuộc sống đầu đời và giáo dục
Salerno-Sonnenberg sinh ra ở Roma, Ý. Cha bà bỏ đi khi bà còn là một đứa trẻ sơ sinh. Bà cùng mẹ di cư đến Cherry Hill, New Jersey, Hoa Kỳ vào năm 8 tuổi. Bà học tại Học viện Âm nhạc Curtis và sau đó học dưới sự dẫn dắt của giáo viên Dorothy DeLay tại Trường Âm nhạc Juilliard cũng như Trường và Liên hoan Âm nhạc Aspen.

## Sự nghiệp
Năm 1981, bà trở thành người trẻ nhất từng đoạt giải trong Cuộc thi Violin Quốc tế Walter W. Naumburg.   Bà đã nhận được Trợ cấp nghề nghiệp Avery Fisher vào năm 1983. Vào năm 1999, bà đã được trao Giải thưởng Avery Fisher cho "thành tích xuất sắc và vượt trội trong âm nhạc".
Năm 1989, bà viết Nadja: On My Way (tạm dịch là Nadja: trên con đường của tôi), một cuốn tự truyện viết cho trẻ em. Vào tháng 5 năm 1999, bà nhận bằng Thạc sĩ Nghệ thuật Âm nhạc danh dự từ Đại học Bang New Mexico, đây cũng là bằng danh dự đầu tiên của trường. Bà cũng là chủ đề của bộ phim tài liệu Speaking in Strings của Paola di Florio.
Năm 1994, Salerno-Sonnenberg bị thương nặng ở ngón tay út tay trái khi cắt rau củ trong lúc chuẩn bị bữa tối Giáng sinh cho bạn bè và gia đình. Đầu ngón tay của bà được phẫu thuật gắn lại và mất đến sáu tháng để hồi phục. Trong thời gian đó, bà đã sắp xếp lại ngón tay trong bản nhạc để có thể chơi chỉ bằng ba ngón tay và tiếp tục biểu diễn. Tuy nhiên sau khi ngón tay lành lại, bà trở nên trầm cảm. Năm 1995, bà tự sát bằng súng nhưng không thành.
Năm 2003, Salerno-Sonnenberg đã có buổi trình diễn ra mắt thế giới bằng bản Concerto tam tấu của Sérgio Assad, một tác phẩm dành cho violin, hai guitar và dàn nhạc. Bà biểu diễn với anh em nhà Assad và Dàn nhạc thính phòng St. Paul ở St. Paul, Minnesota. Một tác phẩm tương tự gọi là "Originis", do Salerno-Sonnenberg và anh em Assad và dàn nhạc Estado de São Paulo biểu diễn được thu âm vào năm 2009. Salerno-Sonnenberg đã phát hành nhiều bản thu âm trên Angel / EMI Classics và Nonesuch. Năm 2005, bà thành lập một thương hiệu riêng của mình, NSS Music. Bà đã biểu diễn với các dàn nhạc trên khắp thế giới, trong đó có cả Nhà Trắng. Bà cũng đã từng biểu diễn với các nghệ sĩ nổi tiếng như Mandy Patinkin, Joe Jackson và Mark O'Connor. Bà thường xuyên hợp tác với nghệ sĩ dương cầm Anne-Marie McDermott.

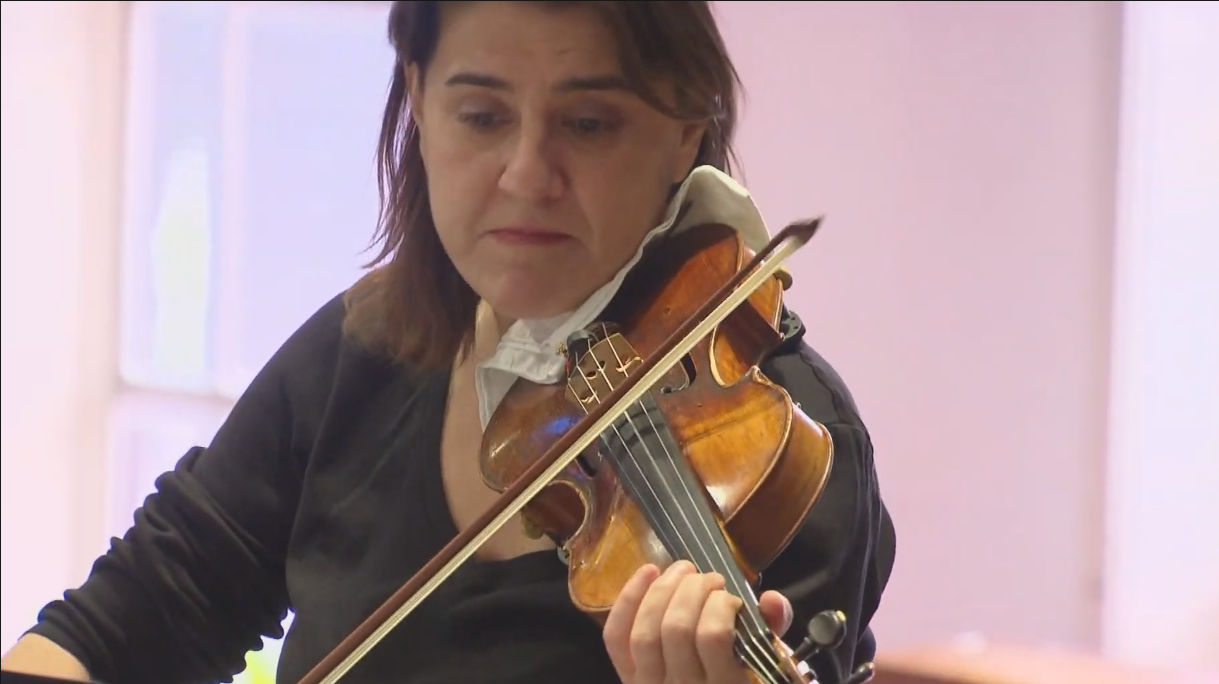
Nadja Salerno-Sonnenberg trong một buổi luyện tập

Năm 2008, Salerno-Sonnenberg được chọn làm Giám đốc Âm nhạc của Dàn nhạc Thính phòng Thế kỷ Mới theo hợp đồng ba năm. Sau khi hoàn thành mùa đầu tiên với dàn nhạc, Salerno-Sonnenberg chia sẻ: "Tôi cũng có một sự nghiệp độc tấu mà tôi phải duy trì — và tôi phải làm. Tôi còn có một hãng thu âm. Tôi có ba công việc toàn thời gian, và tôi không biết mình có thể theo kịp công việc với tốc độ này trong bao lâu." 
Vào năm 2013, có thông tin rằng nhà soạn nhạc người Mỹ Samuel Jones đang viết một bản concerto vĩ cầm cho Salerno-Sonnenberg.
Năm 2015, Salerno-Sonnenberg gia nhập Đại học Loyola New Orleans với tư cách là Nghệ sĩ thường xuyên. Salerno-Sonnenberg đã tiếp tục biểu diễn với nhiều dàn nhạc giao hưởng khác nhau, bao gồm Dàn nhạc Giao hưởng Baltimore, Dàn nhạc Giao hưởng Atlanta và Giao hưởng Seattle, cũng như tại các lễ hội như lễ hội nghệ thuật Wolf Trap.

### Nhạc cụ
Salerno-Sonnenberg chơi cây vĩ cầm do Peter Guarneri chế tác từ thế kỷ 18, còn được gọi là "Miss Beatrice Lutyens, ex Cte de Sasserno, Cremona 1721".

## Đánh giá đáng chú ý
Năm 2006, tờ The Washington Post mô tả Salerno-Sonnenberg là một "nghệ sĩ vĩ cầm mãnh liệt, có cảm xúc sâu sắc". Trong suốt 25 năm biểu diễn chuyên nghiệp, "cách chơi của bà, lúc nào cũng lanh lợi và thú vị nhưng đôi khi có chút phân tâm, nhưng dần đã trở nên vững vàng hơn, cả về mặt giai điệu và kỹ thuật, mà không làm mất đi bất kỳ tính hoang dã nào, đó là những điều luôn khiến bà trở nên khác biệt." Lời chỉ trích duy nhất mà người đánh giá đưa ra về bà là "thường có xu hướng đặc trưng là chia cắt giai điệu thành từng đoạn".
Một số người nhận xét khác đã chỉ trích trang phục mà bà mặc khi biểu diễn, với một khuôn mặt "nhăn nhó" và "sự coi thường gần như không nhìn ai" của bà. Nhà phê bình Martin Bernheimer nói rằng Salerno-Sonnenberg đang "đối đầu với nhà soạn nhạc hơn là truyền đạt lại tác phẩm của nhà soạn nhạc." Một nhà phê bình khác phản bác: "Tôi không quan tâm bà ấy mặc gì hay bà ấy đi đứng như thế nào, miễn là bà ấy tiếp tục chơi với trí say mê một cách thông minh như vậy". Người hâm mộ đã nhận thấy những màn trình diễn của bà là "phấn khích". Năm 2004, Salerno-Sonnenberg cho biết bà đã trả lời "hàng trăm bức thư của người hâm mộ mỗi năm" trên trang web của mình.
Trong những năm sau đó, một số nhà phê bình ban đầu bị bức xúc bởi cách cư xử trên sân khấu của Salerno-Sonnenberg, nhưng về sau đã nói rằng họ "không còn bận tâm" đến điều ấy nữa. Tuy vẫn phàn nàn về một số cách bà truyền đạt lại tác phẩm nhưng một nhà phê bình vẫn gọi bà là một người có kỹ thuật điêu luyện.

## Trong truyền thông đại chúng
Bà là khách mời nhiều lần trong chương trình The Tonight Show với Johnny Carson của đài NBC, và bà cũng được giới thiệu trong chương trình 60 Minutes vào năm 1986. Vào tháng 5 năm 1999, 60 Minutes II được phát sóng. Năm 2001, bà xuất hiện với tư cách chính bản thân mình trên sitcom Dharma & Greg trong tập "Dream A Little Dream of Her".